# Missisa River
Der Missisa River ist ein etwa 126 km langer rechter Nebenfluss des Attawapiskat River im Nordosten der kanadischen Provinz Ontario.

## Flusslauf
Der Missisa River bildet den Abfluss des Missisa Lake. Er verlässt den See an dessen Südostufer. Der Missisa River fließt in überwiegend nördlicher Richtung durch den Westen der James-Bay-Niederung. Er erreicht schließlich den nach Osten strömenden Attawapiskat River. Der Missisa River entwässert ein Areal von ungefähr 3800 km².